# Katerini
Katerini (in greco Κατερίνη?), è un comune della Grecia situato nella periferia della Macedonia Centrale (unità periferica di Pieria) con 83387 abitanti secondo i dati del censimento 2001.
A seguito della riforma amministrativa detta Programma Callicrate in vigore dal gennaio 2011 che ha abolito le prefetture e accorpato numerosi comuni, la superficie del comune è ora di 682 km² e la popolazione è passata da 56434 a 83387 abitanti.

## Storia
L'origine del toponimo deriva da Caterina d'Alessandria (in greco Αγία Αικατερίνη?, Agia Aikaterini).
La città entrò a far parte della Grecia dopo la liberazione dall'Impero ottomano avvenuta il 16 ottobre 1912

## Geografia fisica
La città sorge nella zona centrale della Macedonia, sulle rive del Mar Egeo. Si trova a circa 30 km ad ovest di Salonicco ed è ad essa collegata tramite autostrada e ferrovia.

## Amministrazione

### Gemellaggi
- Čačak
- Maintal
- Moosburg
- Surgut

## Galleria d'immagini

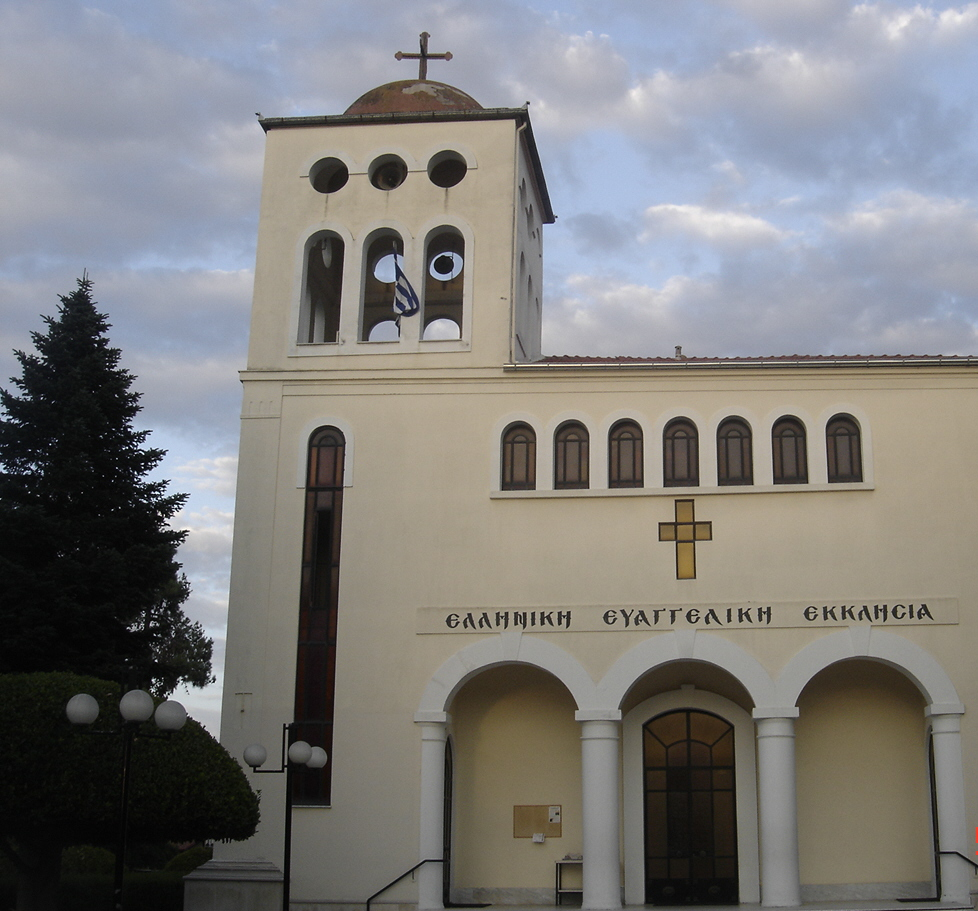
Chiesa Evangelica
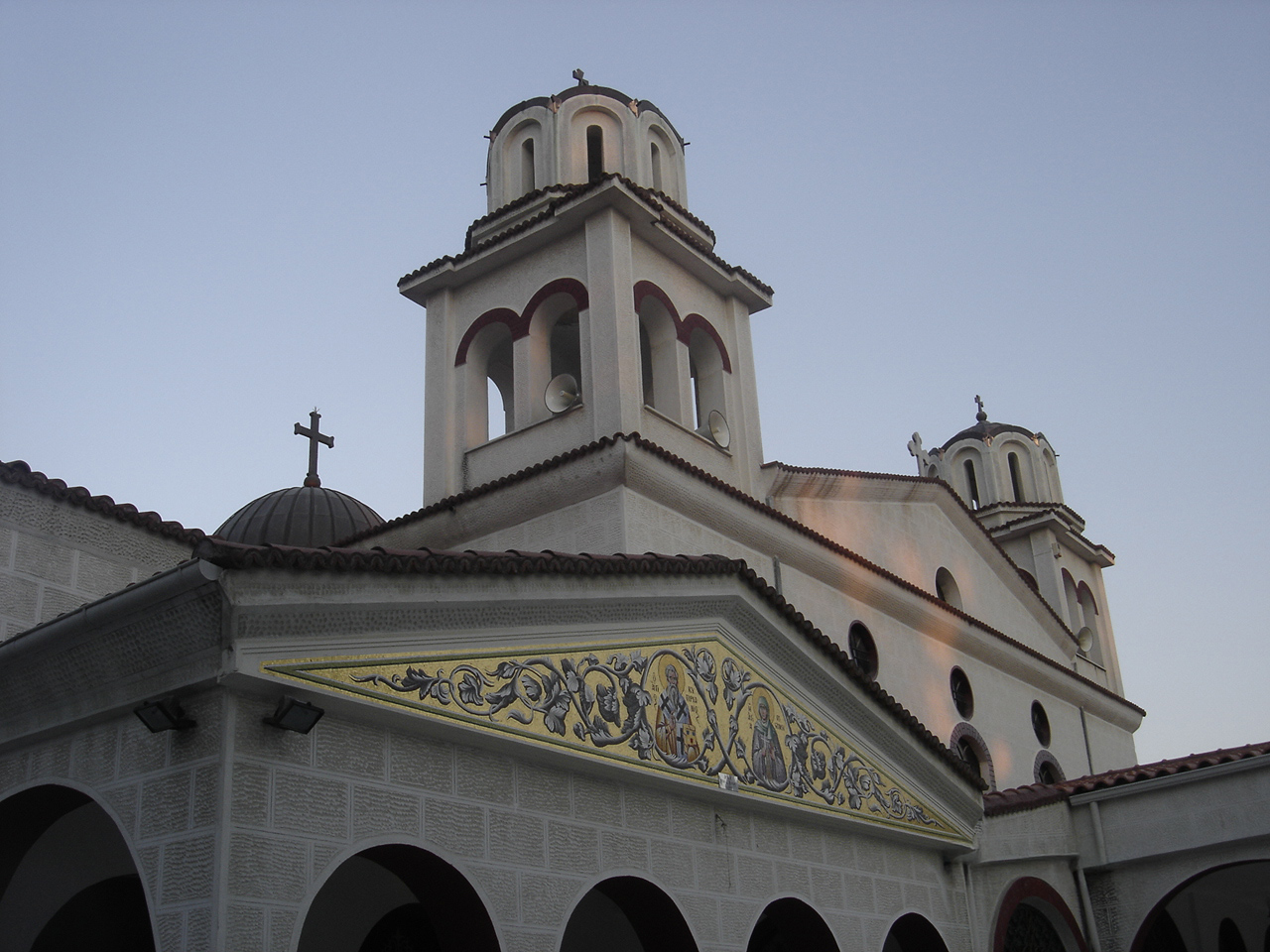
Santa Trinità
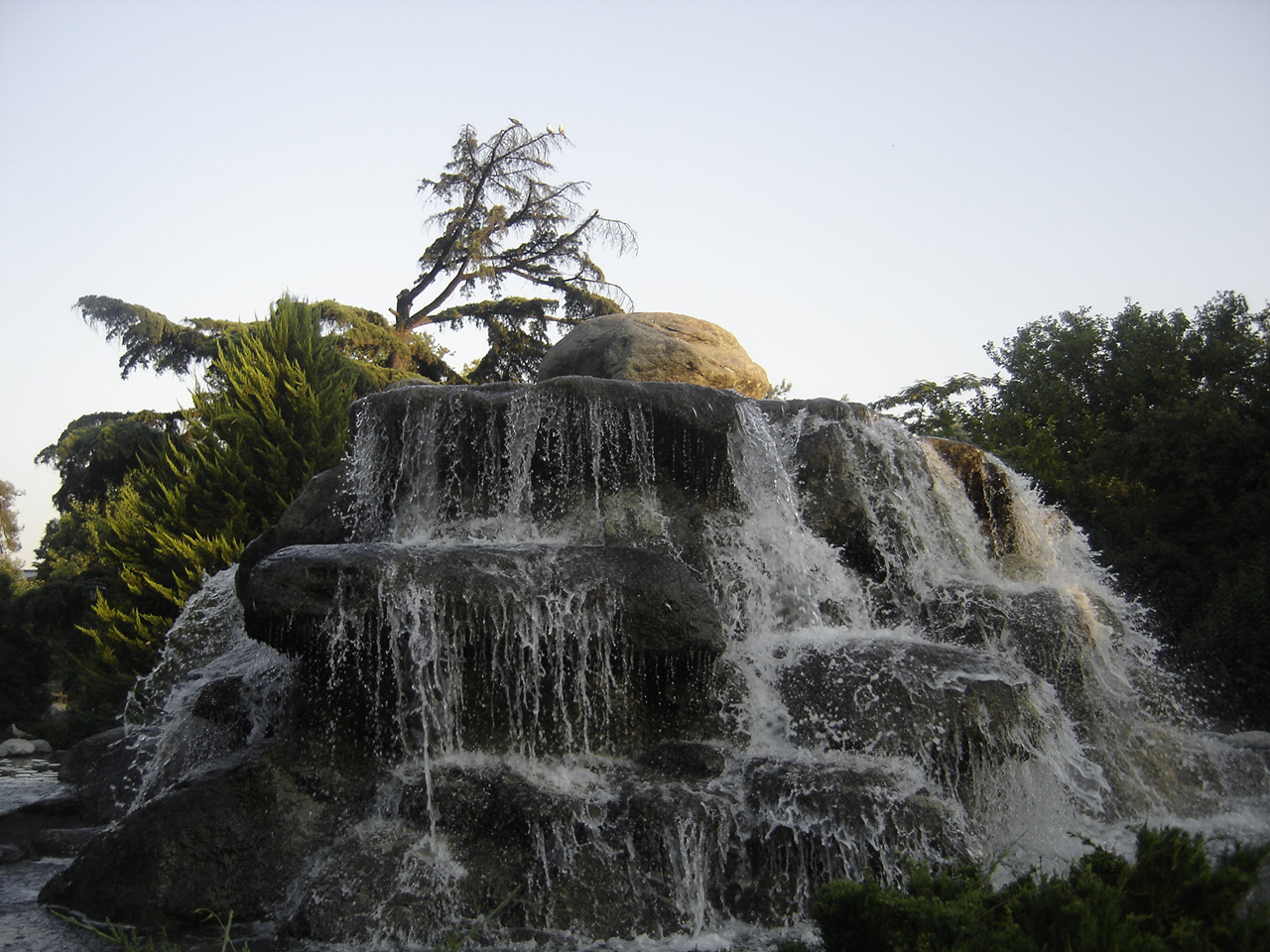
Parco
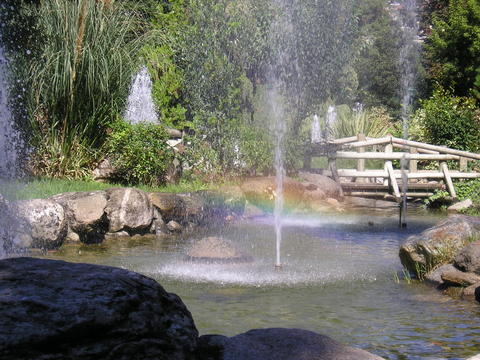
Parco